# Constantino I da Escócia
Constantino I da Escócia ou Constantino dos pictos (gaélico moderno: Còiseam mac Choinnich) (morto em 877) foi rei dos pictos de 862 até sua morte em 877. Ele é mais conhecido como Constantino I, em referência ao seu lugar na moderna lista de reis da Escócia, embora fontes contemporâneas o descrevem apenas como rei dos pictos. Sucedeu seu tio Donaldo I da Escócia, após a morte deste em 13 de abril de 862. O reinado de Constantino coincidiu com a invasão viquingue na Escócia, Irlanda e Nortúmbria e é provável que tenha morrido lutando contra os invasores em 877. 